# Chauffour-sur-Vell
Chauffour-sur-Vell település Franciaországban, Corrèze megyében. Lakosainak száma 413 fő (2022. január 1.). Chauffour-sur-Vell Branceilles, Collonges-la-Rouge, Meyssac, Saillac, Saint-Julien-Maumont, Cavagnac és Condat községekkel határos.

## Népesség
A település népességének változása:
| Lakosok száma | 287  | 289  | 325  | 358  | 413  | 423  | 419  | 411  | 414  | 413  |
|               | 1968 | 1982 | 1990 | 2006 | 2013 | 2015 | 2017 | 2019 | 2020 | 2022 |